# Jules Bastien-Lepage
Jules Bastien-Lepage (ur. 1 listopada 1848 w Damvillers, zm. 10 grudnia 1884 w Paryżu) – francuski malarz naturalista.

## Życiorys
Studiował w Państwowej Wyższej Szkole Sztuk Pięknych w Paryżu u Alexandre Cabanela. Jego debiut w Salonie Paryskim w 1870 nie został szczególnie dobrze przyjęty przez krytykę.
Podczas wojny francusko-pruskiej (1870–1871) wstąpił do pułku strzelców wyborowych i został ciężko ranny podczas oblężenia Paryża. Musiał przez dwa lata przebywać na rekonwalescencji w Damvillers. W 1872 wrócił do Paryża i bezskutecznie próbował znaleźć pracę jako ilustrator.
W 1874 wystawił dwa płótna w Salonie Paryskim: pierwsze – La Chanson du Printemps (1874), zakupione przez państwo francuskie, okazało się jego pierwszym krokiem w kierunku stylu rustykalnego, dzięki któremu ostatecznie wyrobił sobie nazwisko, zaś drugie – Portrait du grand-père de l’artiste (1874) był pierwszym z długiej serii portretów, które stały się jego znakiem rozpoznawczym. W 1875 zdobył stypendium Prix de Rome i srebrny medal za L’Annonciation aux Bergers (1875), dzieło, które spotkało się z jednomyślnym uznaniem krytyków.
W 1879 został odznaczony kawalerią Legii Honorowej.

## Twórczość
Bastien-Lepage wniósł duży wkład w styl naturalistyczny poprzez podniesienie motywów chłopskich i rustykalnych do rangi tematu głównego. Malował wieśniaków z Lotaryngii (Moza) w ich naturalnym środowisku i uchwycił istotę ich codziennego życia. Mimo że w jego obrazach dostrzec można wyraźne wpływy Jean-François Milleta, Gustave’a Courbeta, Jamesa McNeilla Whistler i prawdopodobnie Johna Singera Sargenta, jego technika i tematyka jego obrazów nosiły rys nowoczesności, widoczny zwłaszcza w licznych portretach, często inspirowanych technikami fotograficznymi. Jako wybitny portrecista potrafił uchwycić nie tylko fizyczność, ale także duchowość portretowanej osoby. Wśród jego najlepszych portretów znajdują się wizerunki członków jego rodziny, a także takich osobistości, jak Sarah Bernhardt, André Theuriet, Juliette Drouet, Albert Edward, książę Walii, Léon Gambetta czy Albert Wolff.

## Galeria

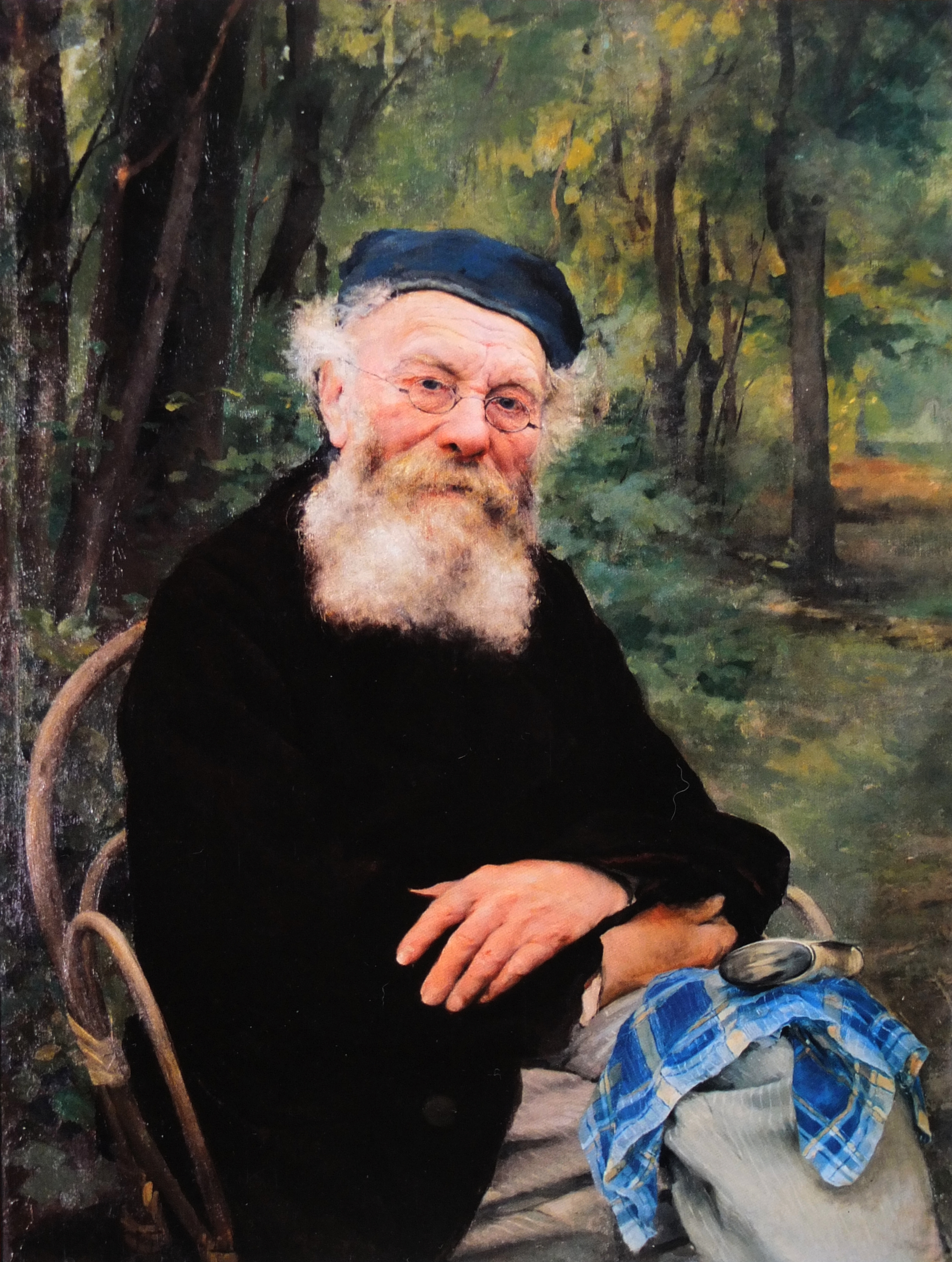
Portrait du grand-père de l’artiste, 1874
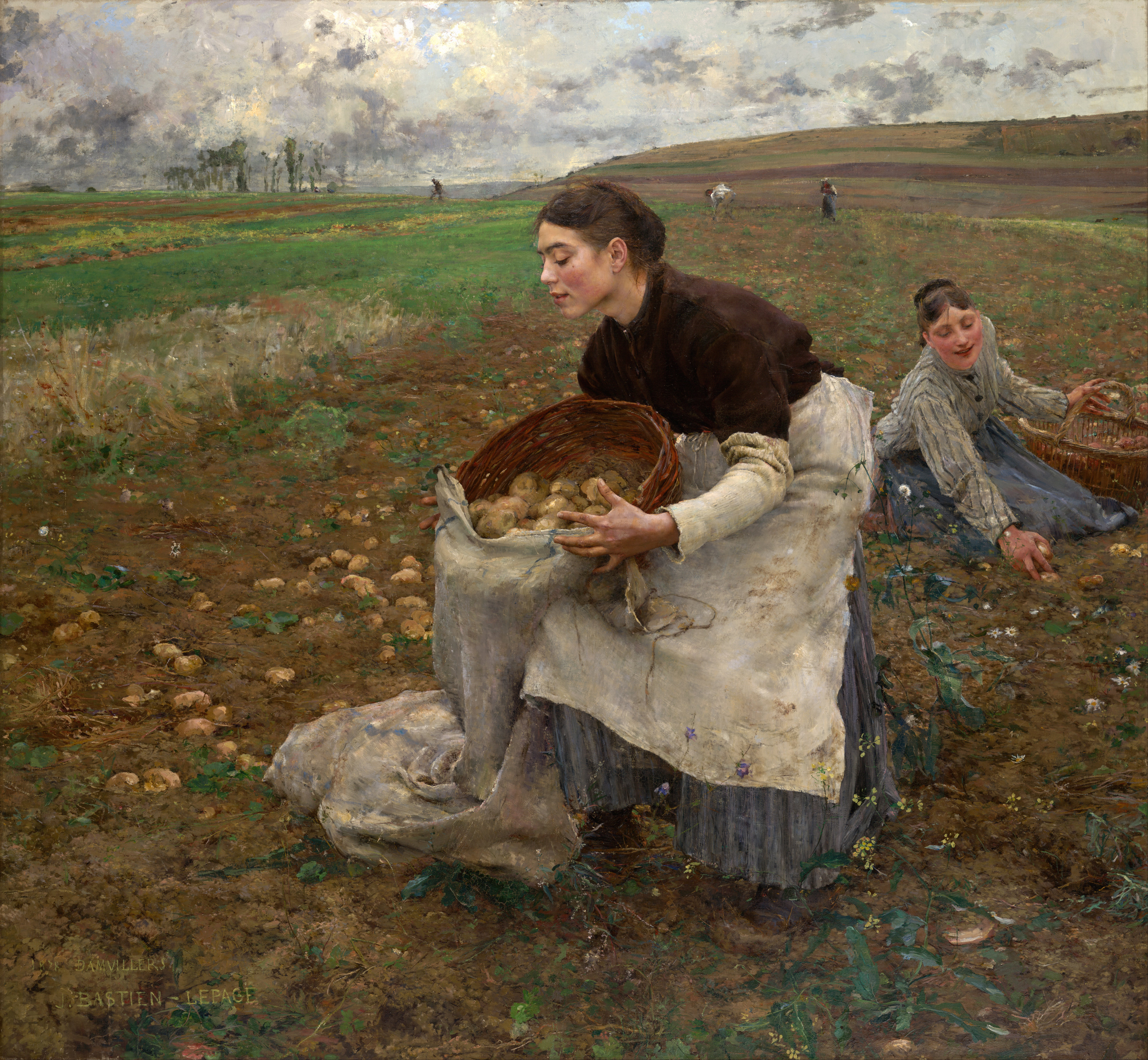
Saison d’Octobre Récolte des pommes de terre, 1877
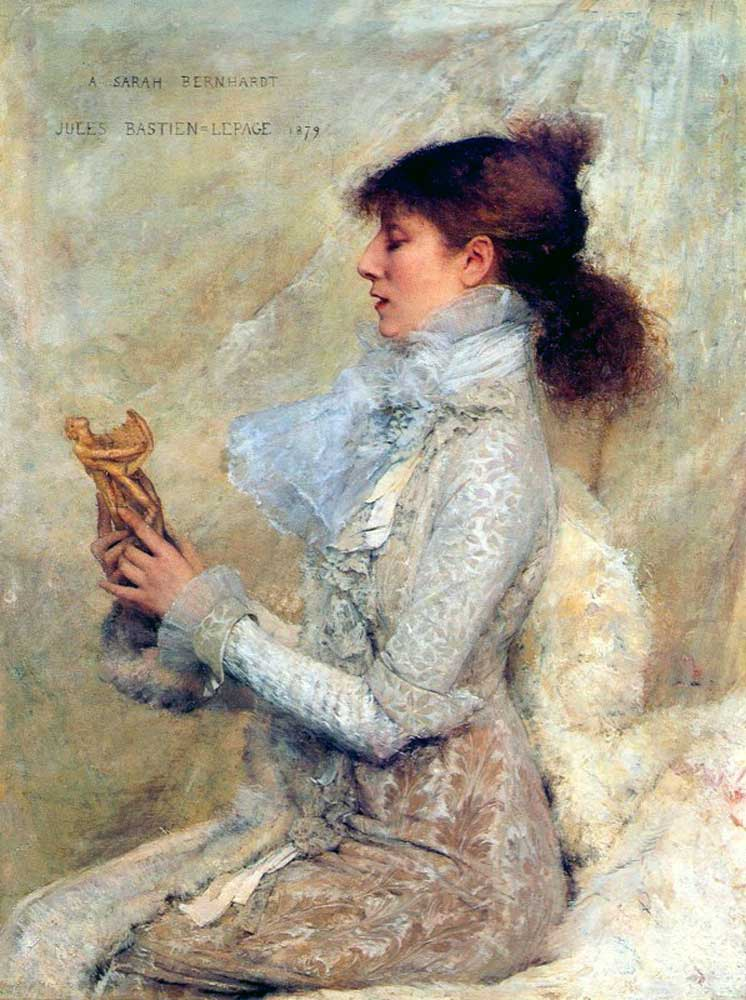
Sarah Bernhardt, 1879
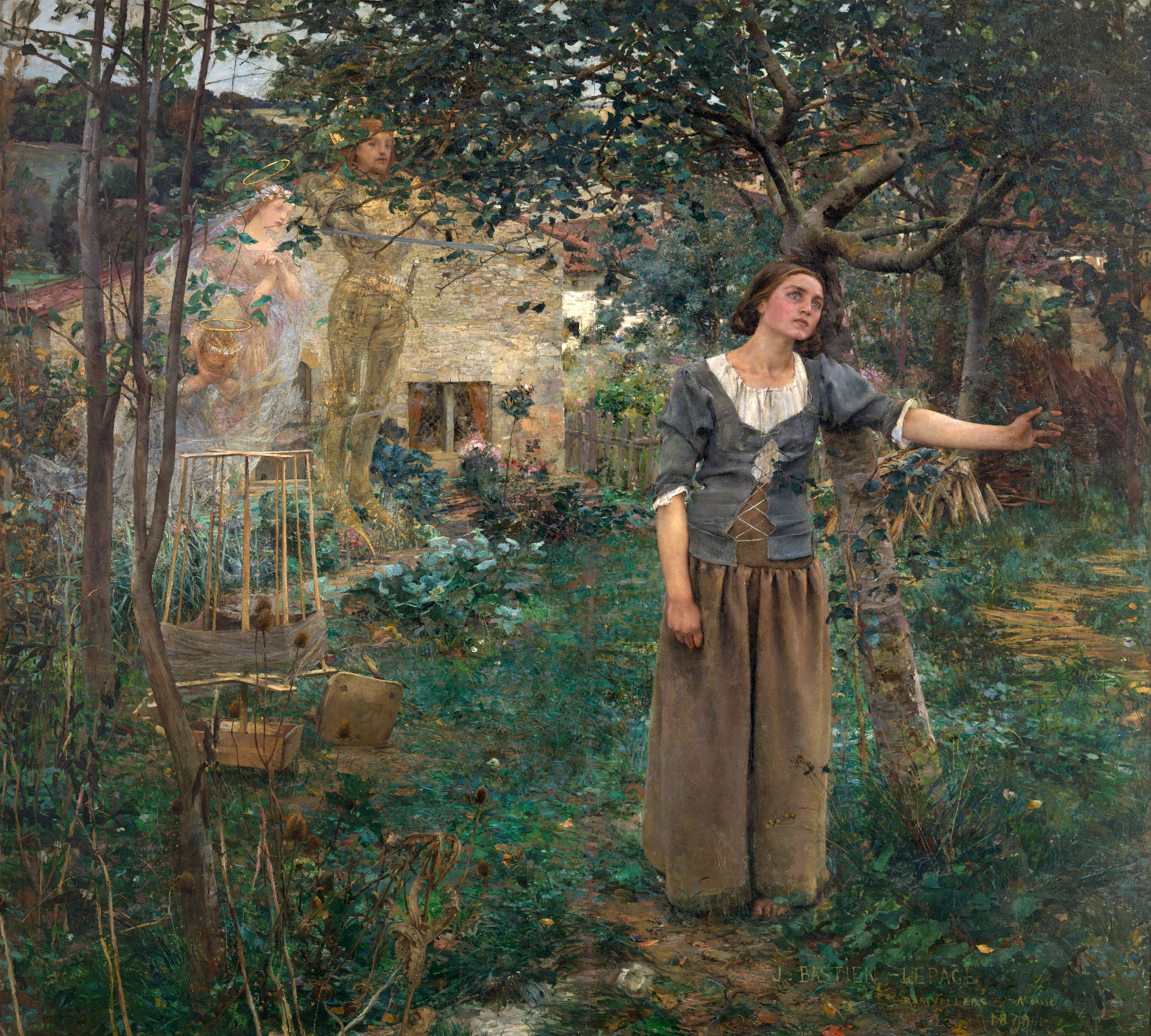
Joanna d’Arc, 1879
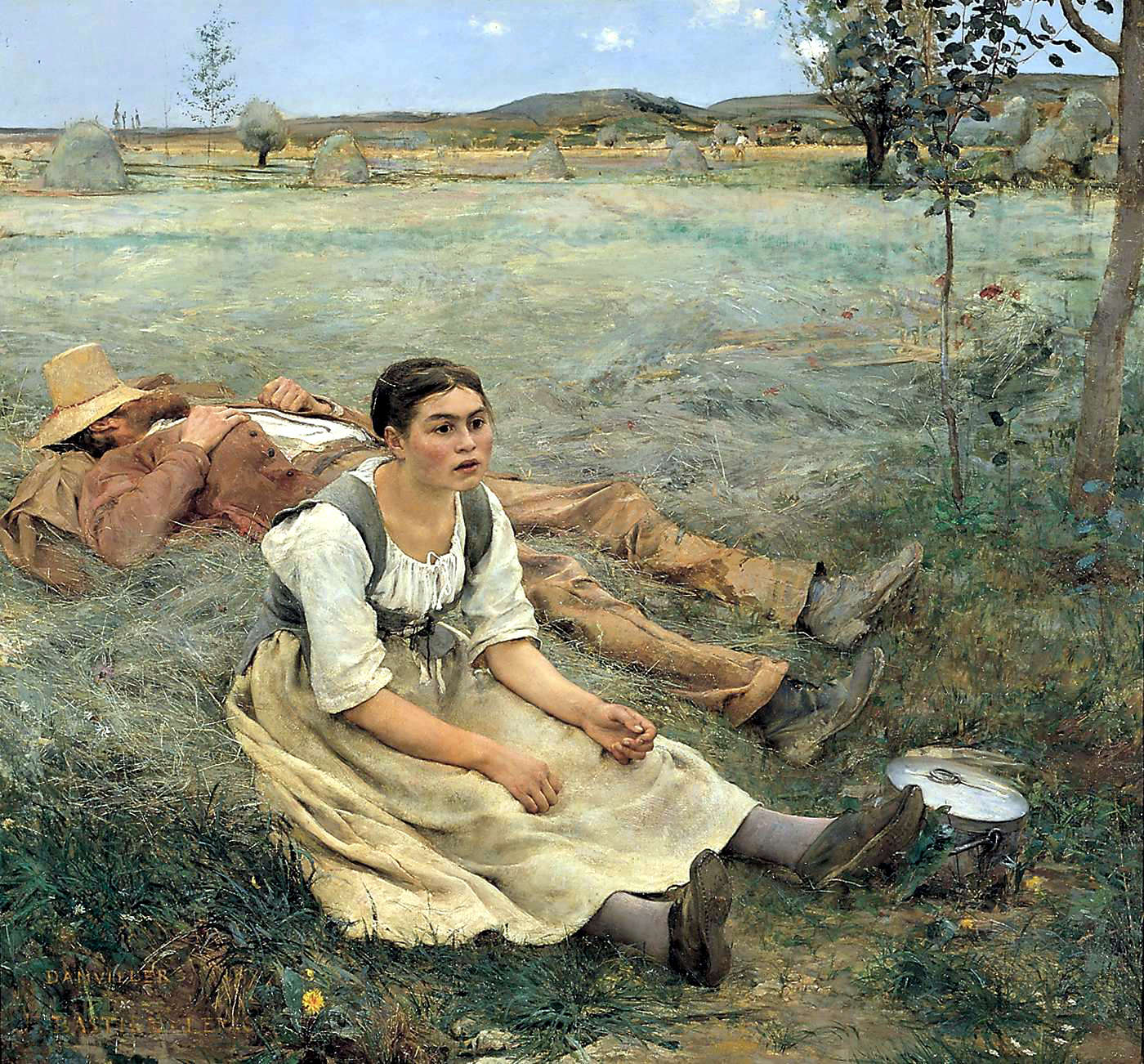
Les Foins (Sianokosy), 1877
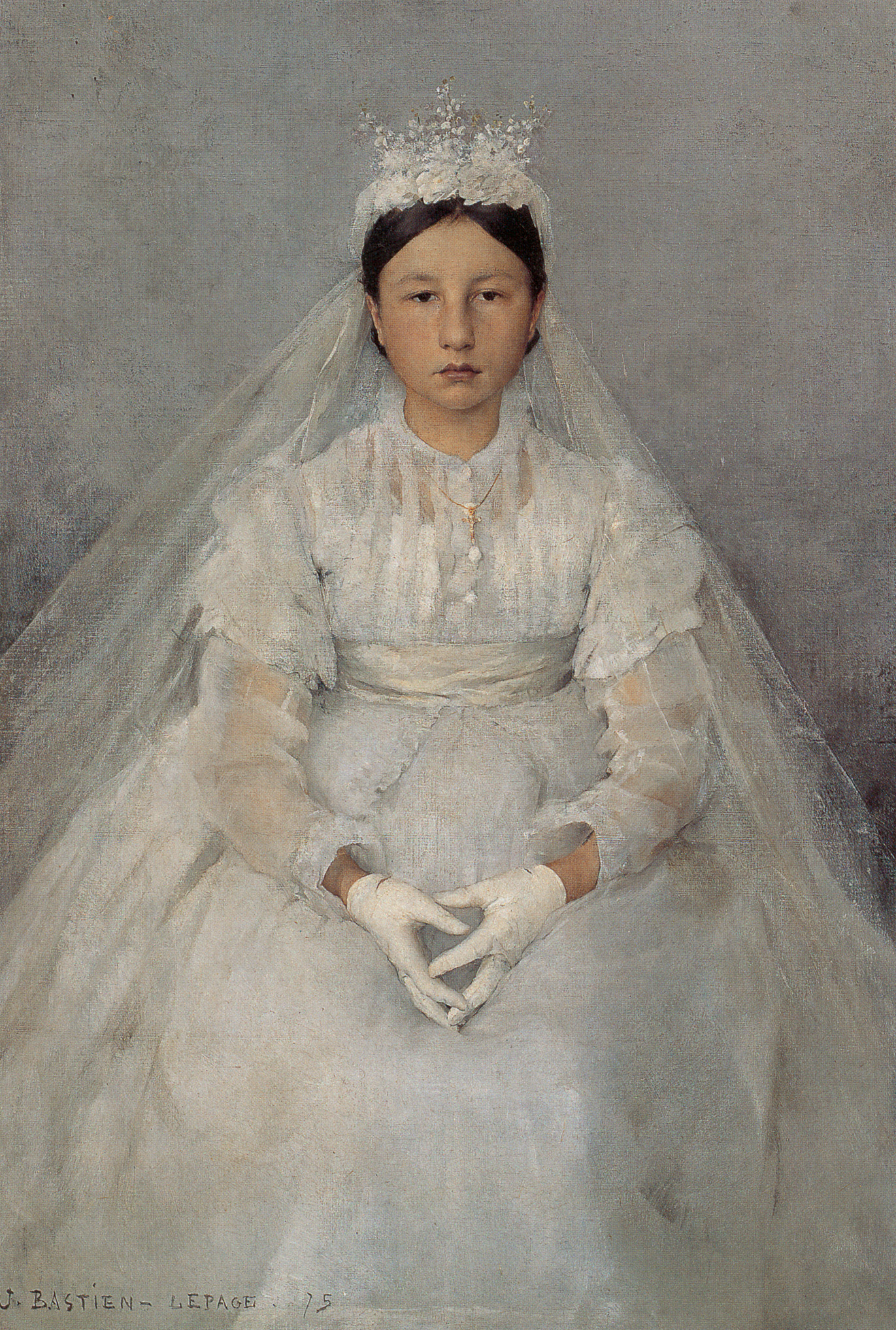
La Communiante (Pierwsza komunia), 1875
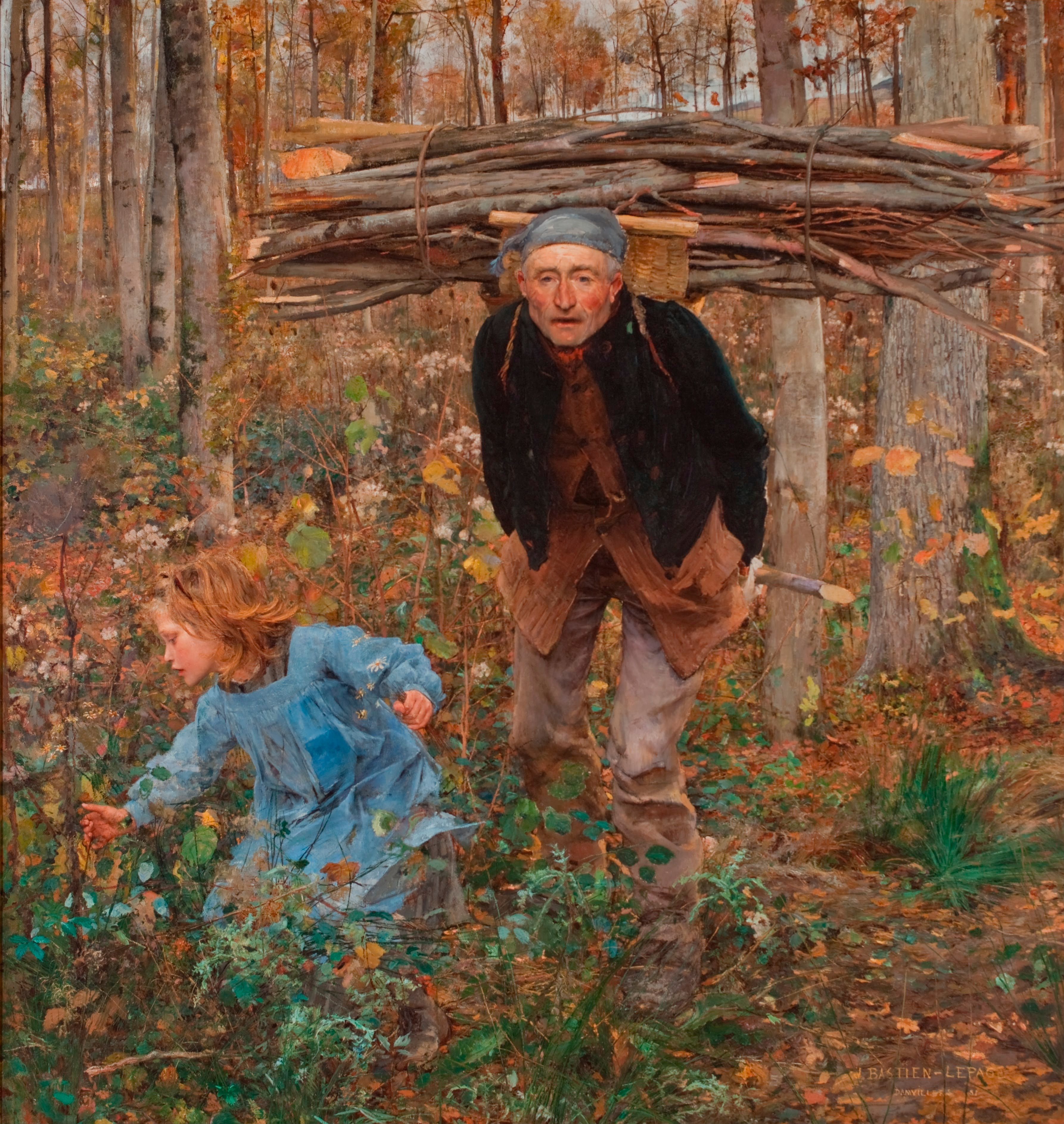
Le Père Jacques, 1881